# صحرای نیترین
صحرای نیترین (انگلیسی: Nitrian Desert) یک منطقه بیابانی در شمال غربی مصر است که بین اسکندریه و قاهره در غرب دلتای نیل قرار دارد. این محل به دلیل تاریخچه رهبانیت مسیحی آن معروف است.
در دوران باستان متأخر سه مرکز مسیحیت در صحرای نیترین وجود داشت. در حدود سال ۳۳۰، ماکاریوس مصری یک مستعمره رهبانی را در دره ناترون به دور از زمین‌های قابل کشت، تأسیس کرد. در دهه ۳۳۰، سنت آمون، معبد نیتریا را در ۳۰ مایلی جنوب شرقی اسکندریه با استفاده از قوانین آنتونی بزرگ تأسیس کرد. او به پیشنهاد آنتونی مرکز دومی را به صورت یک جامعه کوچک مسیحی در عمق صحرا تأسیس کرد. این جامعه کوچک موضوع کاوش‌های علمی بوده‌است. امروزه تنها معبد، در دره ناترون به عنوان یک مکان مذهبی باقی‌مانده‌ است.